# 京阪バス山科営業所
京阪バス山科営業所（けいはんバスやましなえいぎょうしょ）は、京都市山科区にある京阪バスの営業所。社用車に記してある略称は「山」である。

## 概要
山科、醍醐、六地蔵、京都中心部、比叡山を中心とする路線を管轄している。管轄区域は京都市山科区・伏見区・東山区などを中心とするが、一部は宇治市・滋賀県大津市にもかかる。1996年までは京都駅 - 近鉄奈良駅で、1997年までは小栗栖団地 - 阪急東向日駅で運行する路線もあったが廃止され、京阪バスは現在は奈良市や向日市から撤退している。
ほとんどの路線が三条駅・祇園四条駅・清水五条駅・京阪山科駅・六地蔵駅のいずれかで京阪電鉄線に接続している。
なお、京都市営バス醍醐営業所が京都市営地下鉄東西線開業のため閉鎖されたのに伴い、山科・醍醐地区のうち京都市営バスのみが運行していた路線を引き継いでいる。この引き継ぎを受けて山科・醍醐地区の主要なバス運行会社は京阪バスとなった。そのため、行政区域として山科区・伏見区醍醐地区のほぼ全域において京都市営バス路線が存在しない状況が発生するため、京都市の敬老乗車証と福祉乗車証の使用が可能となっている（当営業所の所轄路線のうち、京都比叡山・京都比叡平・大津比叡平の各線と御蔵山六地蔵線の宇治市域区間を除く）。
最寄りの停留所は「大宅」（おおやけ、岩屋神社前）である。京都府道35号大津淀線に面している。
2011年3月1日より、IC乗車カードPiTaPaが導入された（同日より大津営業所の路線バスにも導入）。
かつては「京都営業所」と称していたが、本項では特記以外は「山科営業所」に表記を統一する。

## 沿革
- 1967年（昭和42年）10月20日： 京都営業所が三条京阪より現在地に移転[注 3]。
- 1985年（昭和60年）12月：京都営業所より現在の名称に改称。同時に京都定期観光バスから撤退。

## 現行路線
京都市内の路線と、京都市内から大津市内の比叡山・比叡平方面への路線大別される（どちらにも該当しない路線も一部存在する）。
京都市内系統については山科・醍醐・石田地域と、京都市中心部（三条京阪・四条河原町・四条烏丸方面）や、山科駅、六地蔵駅とを結ぶ路線などを運行している。多くの路線が、山科区 - 東山区間の国道1号（五条バイパス）を経由するため、朝夕のラッシュ時などに渋滞に巻き込まれて遅延が発生することが多い。また四条河原町 - 祇園 - 五条坂を経由する便も多く、こちらは観光シーズンを中心に発生する渋滞により遅延が発生することがある。
かつては、三条通経由の便も多数あり、また鏡山地区を経由する便もラッシュ時に少数あったが、1997年の地下鉄東西線開通後に大幅に減便され、鏡山地区の路線も2010年代後半に鏡山循環として試験運行の形で復活するまでの間廃止されていた。
京都市内から大津市内への路線は京都比叡平線・京都比叡山線が該当。これらは京都市内の均一区間においても京都市の各種乗車証や、一日・二日乗車券での利用はできない。京阪バスIC一日乗車券の利用も不可。また、京都市営バスと京阪バスとの共通定期券であっても、洛南営業所管内の京都南部線と同様、京都市交通局発行の定期券場合は環境定期券制度の適用対象外となる（京阪バス発行定期券の場合は共通定期券・共通でない定期券のいずれでも適用可能）。また、2018年の洛南営業所移管までの間、山科営業所の管轄便が中書島、竹田地区にも醍醐地区より一部の経路が乗り入れていた。

### 四条山科醍醐線
醍醐バスターミナル（醍醐駅）や車庫最寄りの大宅といった醍醐・山科地区内を起終点とし、京都市内中心部へと乗り入れる京都地区の京阪バスを代表する路線。多くは市内中心部を循環し起点へ戻る循環系統となっている。
京都市中心部では京阪電鉄線（三条駅・祇園四条駅・清水五条駅）の駅の他、四条河原町（京都河原町駅）・四条烏丸（烏丸駅）・四条大宮（大宮駅）で阪急線に、四条烏丸（四条駅）・烏丸五条（五条駅）で地下鉄烏丸線に接続する。郊外では醍醐駅のほか小野駅・椥辻駅といった地下鉄東西線の駅に連絡し、多くの系統が一部区間で並走する。

#### 四条河原町循環便
五条坂 → 四条京阪 → 四条河原町 → 五条京阪 → 五条坂と循環する。
この路線の基本となる系統で最も運行本数が多い。ただし朝と夜間は運行されず、代わりに四条烏丸発着の系統群（後述）が設定される。当該時間帯は四条河原町・四条京阪などの市街地の停留所から山科・醍醐方面へ向かう場合ののりばが84号経路が運行される時間帯と異なる。
- 84号経路：醍醐バスターミナル → 中山団地 → 小野駅 → 蚊ヶ瀬 → 西野山団地 → 大石神社 → 川田（清水焼団地） → 上花山花ノ岡町 → 馬町 → 五条坂 → 祇園 → 四条京阪（祇園四条駅） → 四条河原町 → 河原町五条 → 五条京阪（清水五条駅） → 五条坂 → 上花山花ノ岡町 → 川田（清水焼団地） → 大石神社 → 西野山団地 → 蚊ヶ瀬 → 小野駅 → 中山団地 → 醍醐バスターミナル
  - 日中は30分間隔での運行。夕方は本数が増加する。
  - 夕方に2本、四条河原町から84C号経路に変更となる便がある。
- 84B号経路：三条京阪 → 四条河原町 → 河原町五条 → 五条京阪（清水五条駅） → 五条坂 → 上花山花ノ岡町 → 川田（清水焼団地） → 大石神社 → 西野山団地 → 蚊ヶ瀬 → 小野駅 → 中山団地 → 醍醐バスターミナル
  - 三条京阪始発で四条河原町から84号経路に合流する。
  - 夕方に平日1本・土休日2本運行。
- 84C号経路：四条河原町 → 河原町五条 → 五条京阪（清水五条駅） → 五条坂 → 上花山花ノ岡町 → 川田（清水焼団地） → 大石神社 → 西野山団地 → 蚊ヶ瀬 → 大宅
  - 上述の通り、84号経路が四条河原町で経路番号を変更する形で1日2本運行される入庫便。

#### 四条烏丸発着
84号経路が設定されない朝と夜間の運行。
- 83A号経路：醍醐バスターミナル - 中山団地 - 小野駅 - 蚊ヶ瀬 - 西野山団地 - 大石神社 - 川田（清水焼団地） - 上花山花ノ岡町 - 五条坂 - 祇園 - 四条京阪（祇園四条駅） - 四条河原町 - 四条烏丸
- 85号経路：四条烏丸 → 四条河原町 → 四条京阪（祇園四条駅） → 祇園 → 五条坂 → 上花山花ノ岡町 → 川田（清水焼団地） → 西野山団地 → 蚊ヶ瀬 → 大宅
  - 平日8時台に1本運行される以外は夜間のみの設定。
  - 2020年頃まで深夜バス（運賃倍額）の運行もあった。
- 85A号経路：大宅 → 蚊ヶ瀬 → 西野山団地 → 大石神社 → 川田（清水焼団地） → 上花山花ノ岡町 → 馬町 → 五条坂 → 祇園 → 四条京阪（祇園四条駅） → 四条河原町 → 四条烏丸
  - 朝のみの運行。

#### 合場川経由
醍醐バスターミナルから一度南方へ向かい、合場川・醍醐寺前を経由する。日中86B号経路が1時間おきに、夕方に86→86A号経路がごく少数運行される。
- 86号経路：大宅 → 醍醐北団地 → 醍醐寺前 → 合場川 → 醍醐新和泉町 → 醍醐駅 → 醍醐バスターミナル → 中山団地 → 小野駅 → 蚊ヶ瀬 → 椥辻駅 → 国道東野 → 山科西野 → 川田道 → 上花山花ノ岡町 → 馬町 → 五条坂 → 祇園 → 四条京阪（祇園四条駅） → 四条河原町
  - 2019年4月1日以前は旧経路は醍醐バスターミナルから醍醐寺前 - 醍醐北団地を経て小野駅へ向かっていた（86B号経路も同様）。
  - 夕方に平日2本・土休日1本運行。四条河原町からは下記の86A号経路に変更。
- 86A号経路：四条河原町 → 河原町五条 → 五条京阪（清水五条駅） → 五条坂 → 上花山花ノ岡町 → 山科西野 → 国道東野 → 椥辻駅 → 蚊ヶ瀬
- 86B号経路：大宅 - 醍醐北団地 - 醍醐寺前 - 合場川 - 醍醐新和泉町 - 醍醐駅 - 中山団地 - 小野駅 - 蚊ヶ瀬 - 椥辻駅 - 国道東野 - 山科西野 - 川田道 - 上花山花ノ岡町 - 五条坂 - [経路 1] - 四条河原町 - 三条京阪
  - 三条京阪行きは醍醐駅 → 中山団地で醍醐バスターミナルを経由する。

#### 清水焼団地経由
当路線では唯一、清水焼団地を経由する。一方で上花山花ノ岡町停留所は三条京阪行きのみの停車となっている。
本数は多くなく、日中1時間おきに運行されるのみとなっている。
- 88B号経路：醍醐バスターミナル - 中山団地 - 小野駅 - 蚊ヶ瀬 - 栗栖野 - 大石神社 - 清水焼団地 - 五条坂 - [経路 1] - 四条河原町 - 三条京阪

#### 四条大宮経由
かつて四条大宮に乗り入れる系統は四条河原町経由で京阪六地蔵に発着する88・89号経路や、古くは醍醐三宝院前・石田経由で京阪六地蔵へ向かう34号経路およびその区間便にあたる36号経路などがあったが、現在は京阪バスとしてはこの82号経路のみとなっている。
- 82号経路：大宅 → 国道大塚 → 国道東野 → 山科西野 → 川田道 → 上花山花ノ岡町 → 馬町 → 五条坂 → 五条京阪（清水五条駅） → 河原町五条 → 烏丸五条 → 四条烏丸 → 四条大宮 → 大宮五条 → 烏丸五条 → 河原町五条 → 五条京阪（清水五条駅） → 五条坂 → 上花山花ノ岡町 → 川田道 → 山科西野 → 国道東野 → 国道大塚 → 大宅
  - 市街地までは「四条大宮行き」として運行。日中概ね60分間隔で設定。

#### 京都市役所前経由
2015年9月5日に新設された90番台の系統。当時は大宅始終着の92号経路も存在した（2020年廃止）。
平日夕方に95号経路が3本・93号経路が1本運行されるのみ。
- 93号経路：醍醐バスターミナル → 中山団地 → 小野駅 → 蚊ヶ瀬 → 西野山団地 → 大石神社 → 川田（清水焼団地） → 上花山花ノ岡町 → 馬町 → 五条坂 → 五条京阪（清水五条駅） → 河原町五条 → 烏丸五条 → 烏丸御池 → 京都市役所前 → 四条河原町 → 河原町五条 → 五条京阪（清水五条駅） → 五条坂 → 上花山花ノ岡町 → 川田（清水焼団地） → 大石神社 → 西野山団地 → 蚊ヶ瀬 → 小野駅 → 中山団地 → 醍醐バスターミナル
- 95号経路：大宅 → 蚊ヶ瀬 → 西野山団地 → 大石神社 → 川田（清水焼団地） → 上花山花ノ岡町 → 馬町 → 五条坂 → 五条京阪（清水五条駅） → 河原町五条  → 烏丸五条 → 烏丸御池 → 京都市役所前 → 四条河原町 → 河原町五条 → 五条京阪（清水五条駅） → 五条坂 → 上花山花ノ岡町 → 川田（清水焼団地） → 大石神社 → 西野山団地 → 蚊ヶ瀬 → 小野駅 → 中山団地 → 醍醐バスターミナル

#### 京都駅八条口発着
京都駅 - 大石神社 - 西本願寺の308号経路廃止に伴い2020年12月7日に新設された系統。
2021年に西本願寺 - 京都駅八条口間、西本願寺総門・御影堂門付近に「西本願寺前」停留所が新設された。
- 311号経路：大宅 - 国道大塚 - 国道東野 - 山科西野 - 川田道 - 上花山花ノ岡町 - 五条坂 - 五条京阪（清水五条駅） - 河原町五条 - 烏丸五条 - 西本願寺 - 京都駅八条口
- 312号経路：醍醐バスターミナル - 中山団地 - 勧修寺東栗栖野町 - 栗栖野 - 大石神社 - 川田（清水焼団地） - 上花山花ノ岡町 - 五条坂 - 五条京阪（清水五条駅） - 河原町五条 - 烏丸五条 - 西本願寺 - 京都駅八条口

#### 蹴上経由
区間系統を除くと当路線で唯一五条坂を経由せず、山科駅を起終点とする市街地循環系統。市営地下鉄東西線とほぼ全域で並走する。
- 19号経路：山科駅 → 外環三条 → 京都薬科大学 → 陵ヶ岡天智天皇陵 → 日ノ岡 → 蹴上 → 東山三条 → 三条京阪 → 河原町三条 → 四条河原町 → 四条京阪（祇園四条駅） → 三条京阪 → 東山三条 → 蹴上 → 日ノ岡 → 御陵駅 → 陵ヶ岡天智天皇陵 → 京都薬科大学 → 外環三条 → 山科駅

### 醍醐六地蔵線
醍醐バスターミナルと京阪六地蔵を結ぶ。
2024年4月1日改正までは四条山科醍醐線にも六地蔵発着便があったが、同改正でこの区間は当路線のみとなった。また過去には六地蔵 - 三条京阪を往復運行する系統も多数存在した。
- 3号経路：醍醐バスターミナル - 醍醐駅 - 醍醐折戸町  - 小栗栖団地 - 東町 - 京阪六地蔵

### 山科北部線
山科駅と区内各地を結ぶ路線で、京都橘大学への通学を担う系統もある。

#### 国道大塚・小山経由
21号経路は26号経路と同様国道大塚経由で大宅終着となるが、小山へ立ち寄る関係で途中経由地が大きく異なる。原則、交互に40分間隔で運行される。
- 20号経路：山科駅 - 外環三条 - 竹鼻 - 国道大塚 - 小山
- 21号経路：山科駅 - 外環三条 - 竹鼻 - 国道大塚 - 小山 - 妙見寺 - 岩屋神社 - 大宅

#### 国道大塚経由・大宅直行
京都橘大学へのアクセスを担うことから平日は同大学発着の26A号経路を基本とするが、土休日は日中の駅行きの一部を除き26号経路となる。
- 26号経路：山科駅 - 外環三条 - 竹鼻 - 国道大塚 - 大宅
  - 土休日はほぼ全てこの系統となる。日中は40分間隔で、駅行きのみ一部が26A号経路に置き換わる。
- 26A号経路：山科駅 - 外環三条 - 竹鼻 - 国道大塚 - 大宅 - 京都橘大学
  - 平日の日中は30分間隔。土休日は日中の山科駅行き4本のみ。

#### 大石神社経由
日中は29C号経路が30分間隔で運行されるほか、27号経路が若干数設定されている。
- 27号経路：山科駅 - 外環三条 - 京都薬科大学 - 陵ヶ岡天智天皇陵 - 北花山 - 川田（清水焼団地） - 大石神社 - 栗栖野 - 椥辻駅 - 蚊ヶ瀬 - 大宅
  - 2024年10月6日改正で三条京阪発着の17号経路[注 8]を置き換える形で新設。
  - 山科駅行きのみ、御陵駅を経由。
- 29号経路：山科駅 - 外環三条 - [経路 2] - 山科西野 - 川田道 - [経路 3] - 大石神社 - 西野山団地 - 勧修寺 - 小野駅 - 山科警察署前 - 大宅
  - 2013年には小野駅で分岐し醍醐寺へ向かう29A号経路も新設されたが、現在は廃止となっている。
- 29C号経路：山科駅 → 外環三条 → 竹鼻 → 国道東野 → 西野山階町 → 山科西野 → 川田道 → 清水焼団地 → 大石神社 → 勧修寺東栗栖野町 → 西野山団地 → 大石神社 → 川田（清水焼団地） → 川田道 → 山科団地 → 地蔵寺 → 外環三条 → 山科駅

#### 京都橘大学直通
2017年10月1日からは案内表記が他の営業所の駅 - 学校間の直通路線と同様に「直通」となり、快速28A号経路からNS経路に改称した。
現在は山科駅 - 大学ノンストップだが、2021年までは椥辻駅に停車していた。
- NS経路：山科駅 - 京都橘大学

#### 循環
系統番号はなく、単に「循環」と案内される。
- 循環：山科駅 → 外環三条 → 岸ノ下町 → 北花山 → 御陵駅 → 陵ヶ岡天智天皇陵 → 京都薬科大学 → 外環三条 → 山科駅

### 山科六地蔵線
名前の通り山科駅と六地蔵駅を結ぶ路線。途中、隨心院や醍醐寺の付近を経由する。現在は直通便は石田経由で運行されるが、過去には大受団地を経由するものなどもあった。

#### 京阪六地蔵発着
22A号経路を基本とし、日中40分間隔で運行される。
- 22号経路：山科駅 → 外環三条 → 竹鼻 → 椥辻駅 → 小野駅 → 小野隨心院口 → 醍醐上ノ山町 → 醍醐寺前 → 石田 → 京阪六地蔵
  - 2024年10月6日からは朝1便の六地蔵行きのみの運行。
- 22A号経路：山科駅 - 外環三条 - 竹鼻 - 椥辻駅 - 小野駅 - 小野隨心院口 - 隨心院 - 醍醐北団地 - 醍醐寺前 - 石田 - 京阪六地蔵
  - 2024年10月6日までは大宅始発の京阪六地蔵行きが設定されていたが、後述の22B号経路とは大宅甲ノ辻 - 醍醐北団地間の経路が異なり、大宅中学校経由で運行されていた。
- 22B号経路：大宅 - 小野駅 - 小野隨心院口 - 隨心院 - 醍醐北団地 - 醍醐寺前 - 石田 - 京阪六地蔵
  - 2024年10月6日に新設。

#### 合場川発着
元々は石田発着であったが、2017年10月1日から入出庫の運用を円滑にする関係上で1停留所前の合場川発着に変更された。
- 24号経路：合場川 → 醍醐寺前 → 醍醐上ノ山町 → 小野隨心院口 → 小野駅 → 椥辻駅 → 竹鼻 → 外環三条 → 山科駅
  - 2024年10月6日からは朝1便の山科駅行きのみの運行。
- 24A号経路：山科駅 - 外環三条 - 竹鼻 - 椥辻駅 - 小野駅 - 小野隨心院口 - 隨心院 - 醍醐北団地 - 醍醐寺前 - 合場川

#### その他出入庫便
その他の系統とは全く運行経路が異なるが、当路線の一部に含まれている。
- 25号経路：大宅 - 醍醐北団地 - 醍醐寺口 - 醍醐バスターミナル

### 山科大津線
路線名の通り山科区と大津市域を結ぶ路線だが、現在は大津市内に入ってすぐの藤尾・小金塚で終着となっている（藤尾は大津市の、小金塚は山科区の地名）。
ただし2006年6月30日までは緑ヶ丘から追分・大谷を経て浜大津までを結ぶ46号経路、2017年10月1日までは皇子が丘公園を経て大津京駅まで向かう47号経路があり、46号経路や現在も運行されている48号経路には四条大宮発着もあった。
なお2019年3月21日から2022年3月31日まで、藤尾・小金塚には「小金塚地域循環バス」というワゴン車（トヨタ・ハイエース）を使用して走るバスも発着していた。
- 48号経路：山科駅 - 四ノ宮 - 緑ヶ丘 - 藤尾・小金塚

### 御蔵山六地蔵線
2024年4月1日より、京都京阪バス八幡営業所より、京都京阪バス時代の御蔵山線・東御蔵山循環線の経路の一部を変更した上で路線を引き継いだ。

#### 旧御蔵山線
11号経路は元々京阪バスの本営業所（当時の名称は京都営業所）が運行していたが、1967年に当時の京阪宇治交通に一旦は路線を譲渡した。その後2024年にその事実上の後身事業者となる京都京阪バスとのエリア調整を目的に、57年ぶりに再び京阪バスの路線として復帰した。
- 11号経路：京阪六地蔵 → 幼稚園前 → 中住宅 → 御蔵山 → 西住宅 → 幼稚園前 → 京阪六地蔵
  - 中住宅始発や西住宅止まりの区間便もある。

#### 旧東御蔵山循環線
12号経路・13号経路は京阪宇治バス時代に開設された循環路線であり、12号が右回り、13号が左回りで日中は交互に運転される。ただし12号経路のみ、なごみの里病院北に停車するという違いがある。またこの2路線の補助として、朝夕のみ18号経路（京阪宇治交通108系統→京阪宇治交サービス108系統→京阪宇治バス108系統→京都京阪バス108号経路を改変せずに引き継いだもの）が運行される。
- 12号経路：京阪六地蔵 → JR六地蔵北口 → 石田駅 → 石田 → なごみの里病院北 → なごみの里病院 → 東御蔵山 → 東宇治高校 → 木幡小学校 → JR六地蔵 → 京阪六地蔵
- 13号経路：京阪六地蔵 → JR六地蔵 → 木幡小学校 → 東宇治高校 → 東御蔵山 → なごみの里病院 → 石田 → 石田駅 → JR六地蔵北口 → 京阪六地蔵
- 18号経路：京阪六地蔵 - JR六地蔵 - 木幡小学校 - 東宇治高校 - 東御蔵山

### 京都醍醐寺線
2010年11月1日より大宅/京都橘大学 - 小野駅 - 京都駅八条口間で運行開始。途中阪神高速8号京都線（現・第二京阪道路の京都市内区間）を走行するため、運行開始当初は立席での乗車が認められていなかった。略称は「山急」。比叡山線と同様のBタイプが使用されている。なお2012年3月20日のダイヤ改定で小野駅経由を取り止め蚊ヶ瀬経由に変更され、また大宅中学校 - 大宅間を廃止し、新たに大宅中学校 - 醍醐寺間の路線免許を取得し、現在は京都駅八条口 - 京都橘大学／醍醐寺・合場川の路線となっている。また京都駅界隈の経由道路も一部変更されている。2014年9月22日ダイヤ改定で座席定員制が解除され立席乗車も可能となった（ただしその後も香里園直行便などでHタイプを使用した一部の便では座席定員制となり、立席での乗車が認められていなかった）。
山科急行時代は、京都市敬老福祉乗車証および環境定期券は利用不可であった上に、乗降の取扱も大石神社以東山科地区の相互間と十条相深町以西京都市内中心部の相互間の利用はできず、さらに定期券の設定もなかった。
2013年11月から2015年8月まで醍醐寺から京都駅八条口を通って大阪の京阪香里園・新香里まで結ぶ路線も存在していたが、利用客が伸びず2015年8月31日をもって、路線廃止された。
2017年3月18日より再度経路が変更され、途中（地下鉄）十条駅を経由するようになる。同年10月1日より、これまで通過していた山科警察署前、勧修寺北出町に新しく停車するようになった。これにより、京都駅八条口 - 醍醐寺・合場川の路線では一般の路線バスの停留所にはすべて停車するようになった。また、入出庫の運用を円滑にする関係上、石田発着は1停留所前の合場川発着に変更した。
稲荷山トンネルが2019年4月1日より一般道路に格下げされることから、3月31日の運行を最後に山科急行を一般路線に格下げすることとなった。一般路線格下げ後は「京都醍醐寺ライン」の路線名が付与されることとなり、京都橘大学直通便を除き急行運転を取り止め、一般路線バスと同じ通常の乗降取扱に変更され、山科地区の相互間と京都市内中心部の相互間の利用も可能となった。同時に運賃も値下げされ、全区間300円だったのが303号経路およびNS経路では全区間の最大運賃が250円に、301号経路と305号経路では同270円に改定されたが、後者は消費税率引き上げで同年10月1日より280円に値上げした。
一般路線バス化と同時に運行経路番号も設定され、京都駅八条口からの便は醍醐寺発着系統が301号経路、京都橘大学発着便が303号経路、京都橘大学直通便がNS経路、合場川発着便が305号経路である。格下げ後は京都市敬老福祉乗車証および環境定期券の利用も可能となり、この路線の定期券の販売も実施された。同時にBタイプ限定運用が解除され、早朝～朝ラッシュ時および深夜時間帯を中心にWまたはNタイプの一般路線使用車両も運用されるようになった。
2024年10月5日までは大石神社 - 西野山団地 - 蚊ヶ瀬経由であった。
- 301号経路：京都駅八条口 - 十条相深町 - 大石神社 - 栗栖野 - 勧修寺東栗栖野町 - 蚊ヶ瀬 - 山科警察署前 - 大宅中学校（京都橘大学下） - 醍醐北団地 - 醍醐寺
  - 京都駅八条口行きのみ、醍醐寺前に停車する。
- 303号経路：京都駅八条口 - 十条相深町 - 大石神社 - 栗栖野 - 勧修寺東栗栖野町 - 蚊ヶ瀬 - 山科警察署前 - 京都橘大学
- 305号経路：京都駅八条口 - 十条相深町 - 大石神社 - 栗栖野 - 勧修寺東栗栖野町 - 蚊ヶ瀬 - 醍醐寺前 - 合場川
- NS経路：京都駅八条口 - 十条相深町 - （直通） - 京都橘大学

### 山科急行線
山科区内から醍醐寺への急行路線で、車両は山科急行時代より京都醍醐寺線と共通運用である。なお、この路線は「醍醐寺前」には停車しない。
- 23号経路：大宅 → 醍醐北団地 → 醍醐寺
- 23A号経路：京都橘大学 → 醍醐北団地 → 醍醐寺

### 山科循環線
2004年3月9日に「くるり200」という名称で醍醐バスターミナル - 醍醐三宝印 - 醍醐バスターミナルの系統とともに新設。
- くるり山科：山科駅 → 外環三条 → 今屋敷 → 様子見町 → おちり池 → 山科総合庁舎 → 椥辻駅 → 竹鼻 → 外環三条 → 山科駅

### 京都橘大学急行線
2018年3月16日までは丹波橋駅東行きはJR六地蔵北口経由であった。
- 直通9号経路：丹波橋駅東 - 京都橘高校 - JR六地蔵 - 京都橘大学

### 京都比叡山線

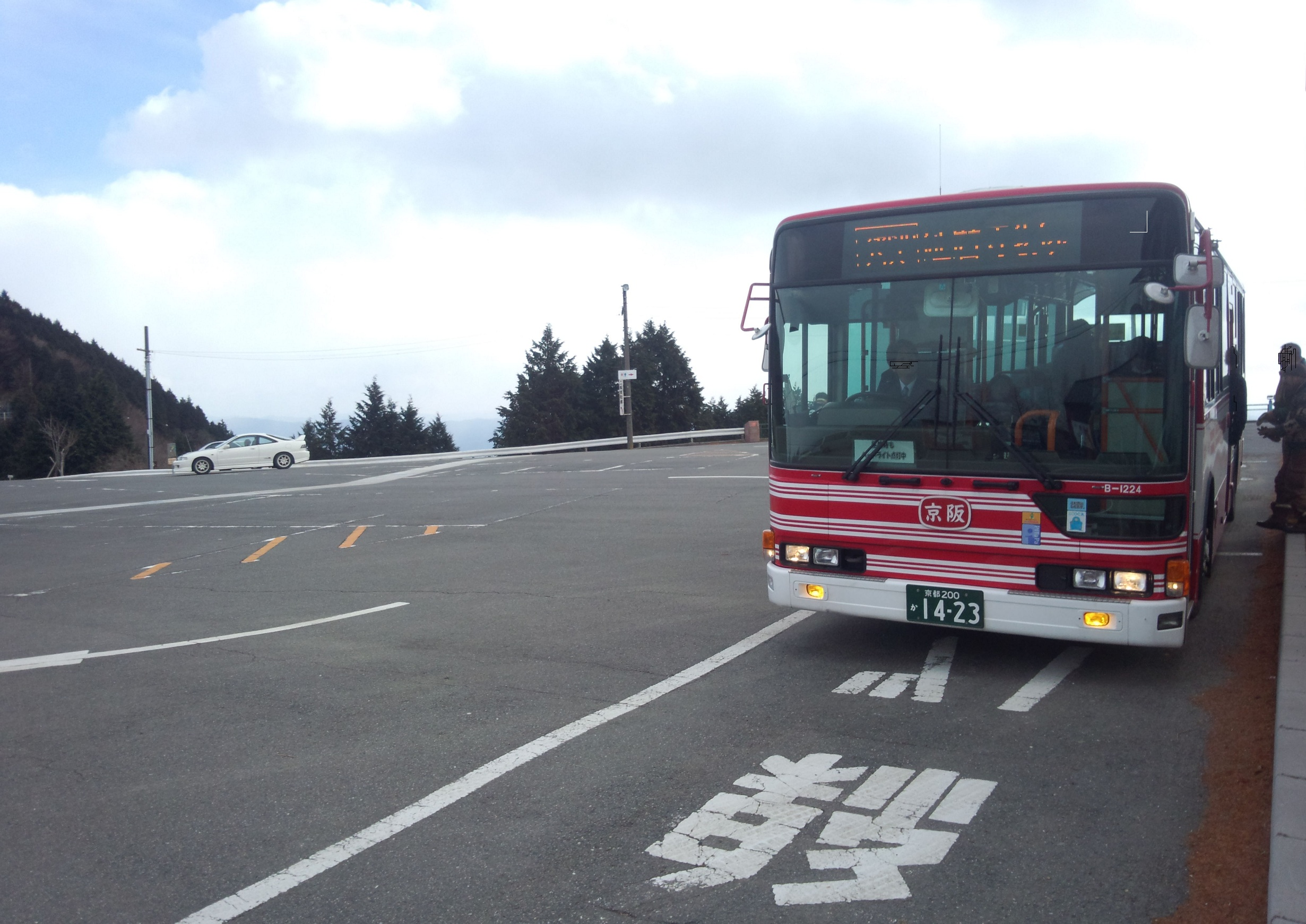
比叡山山頂に停車中のバス
（正月三が日の根本中堂 - 比叡山頂のシャトルバス）

京都駅から三条京阪・京阪出町柳を経由して田の谷峠で比叡山ドライブウェイに入り比叡山頂を結ぶ路線で「比叡山ドライブバス」と呼ばれている。前述の京都比叡平線と重複する区間もあるが、京都市内中心部では一部通過する停留所がある。当路線は、春 - 秋と冬季で大きく運行ダイヤが異なる。
京都バスとの共同運行路線である。1958年4月19日より京都駅 - 四明獄間で京都市営バス、京都バスと共同運行で運転が開始され（のちに四明獄への乗り入れは廃止）、1983年に京都市営バスがこの路線から撤退し京阪バスと京都バスの2社共管となり現在に至る。
比叡山ライトアップ根本中堂が行われるときには、夜間に京都駅 - 比叡山の臨時バスが運転される（三条京阪のみ停車のほぼノンストップ運転）。
2013年から冬季は全て運休となっている。
- 57号経路：京都駅 - 四条河原町 - 三条京阪 - 京阪出町柳 - 銀閣寺道 - 山中 - 田ノ谷峠 - 延暦寺バスセンター - 比叡山頂

### 京都比叡平線
三条京阪と比叡平を結んでおり、京都中心部と新興住宅地の比叡平を結ぶ生活路線である。2020に一部便が比叡山頂まで延伸された。
一部の便および冬季は比叡平 - 三条京阪間のみ運行。
- 56号経路：三条京阪 - 東山三条 - 熊野神社前 - 銀閣寺道 - 山中 - 比叡平口 - 比叡平三丁目 - 比叡平一丁目 - 比叡平 - 田ノ谷峠 - 延暦寺バスセンター - 比叡山頂
- 56A号経路：三条京阪 - 東山三条 - 熊野神社前 - 銀閣寺道 - 山中 - 山中町 - 比叡平口 - 比叡平三丁目 - 比叡平一丁目 - 比叡平 - 田ノ谷峠 - 延暦寺バスセンター - 比叡山頂
  - 2011年3月までは山中町 → 銀閣寺道の区間便も存在。

### 大津比叡平線
大津営業所から移管した路線であり、山科移管時の2020年12月7日に石山駅 - 大津駅間（国道経由）の運行が廃止された。
以前はびわ湖浜大津 - 大津京駅間で茶ヶ崎経由の65A号経路と田ノ谷峠 - 比叡平二丁目間で比叡平一丁目・三丁目東経由の66号経路も運行されていたが、2022年に66A号経路のみに統一。
- 66A号経路：大津駅 - びわ湖浜大津 - 三井寺 - 市役所前 - 大津京駅 - 近江神宮前 - 田ノ谷峠 - 比叡平口 - 比叡平三丁目 - 比叡平一丁目 - 比叡平
  - 大津駅 - 大津京駅間は平日2往復、土曜・休日1往復のみ運行。

### 臨時路線
- 清水寺無料循環バス
  - 2007年より運行開始。2007年は枚方と共管。2008年以降は不明。
- 阿含宗星まつり線
  - 大津と共管。
- 五大力臨時バス
  - 一時期は枚方と共管。
- 「清水焼の郷まつり」線：京都駅 - 清水焼団地
  - 毎年10月の第4金曜・土曜・日曜に運行。
- 京都競馬場線
  - 男山・枚方・高槻・交野・門真・洛南（平日開催時などの応援のみ）と共管。
- ふれあいやましな区民祭りシャトルバス
  - Aコース：大宅 - 藤尾・小金塚 - 外環三条 - 山科中央公園 - 椥辻駅 - 大宅
  - Bコース：小野駅 - 川田 - 山科中央公園 - 椥辻駅 - 小野駅
  - Cコース：山科中央公園 - 石塚町 - 日ノ岡 - 山科中央公園
  - 毎年11月23日に運行されている。いずれも無料で1時間に1本から2本間隔で運行される。

### 京都競馬場内シャトルバス
京都競馬場内シャトルバスをステーションゲート - 駐車場間で運行している。2009年12月運行分より一旦男山に移管したが、2010年春より再び山科管轄便も設定された。ただし2009年11月までのように単独ではなく、男山管轄便も引き続き設定され共管となっている。

## 廃止路線
醍醐竹田線・醍醐中書島線は2018年に洛南営業所に移管。

### 日野六地蔵線
伏見区にある西本願寺の飛地境内である日野誕生院への路線だったが、2024年4月に廃止。なお同施設を結ぶ路線には、他に醍醐バスターミナル発着の7号経路もあった。
- 8号経路：京阪六地蔵 - JR六地蔵北口 - 武田総合病院 - 石田駅 - 石田 - なごみの里病院 - 日野誕生院

### 将軍塚青龍殿線
将軍塚青龍殿を起終点とする循環便と、青龍殿と三条京阪間を往復する便があった。こちらも2024年廃止。
- 70号経路：将軍塚青龍殿 - 蹴上 - 東山三条 - 三条京阪 → 四条河原町 → 四条京阪（祇園四条駅） → 三条京阪 → 東山三条 → 蹴上 → 将軍塚青龍殿
  - 2019年10月にダイヤ改正で路線ルート変更。

### 比叡山内シャトルバス
2020年12月7日に撤退（大津営業所も同日に撤退）。2021年運行分より江若交通へ移管。
- 比叡山頂 - 延暦寺バスセンター - 西塔 - 横川

## 車両
- 2007年までは営業所付近（大宅地区）の道路状況の関係上、ノンステップバスの導入は行っていなかった（ワンステップバスは導入している）が、同年6月末に運行を開始した。ただし京都橘大学と藤尾・小金塚方面への路線でのノンステップバスの入線は導入当初は禁止されていたが、その後の道路改修によって現在はいずれの路線共に入線が解禁された。2019年3月現在はワゴン車など一部の車両を除き、ワンステップバスまたはノンステップバスとなっている。
- 運賃箱は一時期、山科のみの仕様であった支払い金額の表示される仕様となっていたが、PiTaPa導入準備開始以降は全車他の営業所と同じ運賃箱に取り替えた。
- 製造開始より12年以内の山科所属車両にも、大阪府の流入規制適合車両ステッカーが貼られているものもある。これは淀競馬場線で大阪府三島郡島本町に入る運用が存在していたことも一つの理由である。
- 京阪バスの放送装置は原則として指月電機製作所製（旧・京阪宇治交通からの引継車を除く）であったが、同営業所と男山営業所所属車両の一部には旧・京阪宇治交通からの引継車と同様にレゾナント・システムズ製を採用していたが2013年3月からのバスロケの運用開始時に全てレシップ製の自動放送装置、LCD運賃表示機に交換された。

- 急坂のある比叡山頂・比叡平線および阪神高速8号京都線を経由する山科急行の車両は座席数の多いBタイプが使用されている。この内、後者はBタイプのETC取付車の限定運用となっている（ETC取付車が比叡山頂・比叡平線やその他の系統で使用される場合もある）。ETC非取付車のBタイプは山科急行以外の系統に入る。

## 他の営業所との重複区間
- 大津営業所 - 大津駅周辺。
- 洛南営業所 - 京都市内の一部で重複。

## その他
- 大正時代から昭和初期に計画された京阪六地蔵線（六地蔵 - 醍醐 - 大津市馬場12.5 km）と新京阪鉄道山科線と接続する「山科駅」の予定地が京阪バス山科営業所となっている[5][6]。